# Felipe (futebolista)
Felipe Augusto de Almeida Monteiro, conhecido apenas como Felipe (Mogi das Cruzes, 16 de maio de 1989), é um ex-futebolista brasileiro que atuava como zagueiro.

## Biografia
Felipe Augusto de Almeida Monteiro nasceu em 16 de maio de 1989 no distrito de Cidade Tiradentes, na cidade de São Paulo. Aos dez anos de idade, mudou-se para Mogi das Cruzes com sua família. Durante a adolescência, também praticou skate.

## Carreira

### Início
Felipe iniciou sua trajetória aos 14 anos no Corinthians onde passou duas semanas em testes, contudo foi dispensado. O mesmo aconteceu na Portuguesa e novamente no Corinthians.

### União Mogi
Aos 19 anos, Felipe jogava no time da Valtra, uma empresa de tratores de Mogi das Cruzes, que fechou uma parceria com União Mogi, fazendo com que ele disputasse um campeonato de base. Atuando como centroavante na época, Felipe passou a jogar como zagueiro por necessidade do clube. Porém, ainda com a mesma idade, por acreditar que já estava tarde, o atleta foi trabalhar com a família de sua namorada entregando cogumelos em restaurantes e bufês. Felipe foi convidado a defender o Mogi das Cruzes na disputa da quarta divisão do Campeonato Paulista. O jogador aceitou o convite, contudo, precavendo-se contra um novo desemprego no futebol, produziu um DVD com seus jogos. Ao fim do campeonato, a superprodução chegou às mãos do técnico Marcelo Veiga, à época no Bragantino, que pediu sua contratação imediata.

### Bragantino
Felipe defendeu o Bragantino em 33 partidas na Série B do Brasileirão de 2011, além de uma partida no Campeonato Paulista no mesmo ano. Marcou seu primeiro e único gol pelo clube na goleada de 6 a 2 sobre o Duque de Caxias, no dia 3 de novembro daquele ano.

### Corinthians
No dia 2 de novembro de 2011, foi contratado pelo Corinthians. Durante 2012, Felipe jogou apenas quatro jogos, contudo foi inscrito no Copa do Mundo de Clubes da FIFA e viu-se campeão pela primeira vez. Em 2013, com os principais jogadores sendo poupados, teve chances como titular e defendeu o clube por 14 partidas. Marcou seu primeiro gol com a camisa alvinegra no jogo contra o Ituano pelo Campeonato Paulista daquele ano. Em 2014, o zagueiro jogou em 19 partidas e marcou seu segundo gol pelo time; o gol foi marcado de cabeça contra o Bragantino pela Copa do Brasil na vitória por 3 a 1. Teve atuações ruins na temporada, onde foi bastante criticado, porém demonstrou crescimento no fim do ano.
O ano de 2015, o quarto de Felipe no Corinthians, começou de forma diferente dos anteriores. Sendo elogiado pelo treinador Tite, o zagueiro foi titular nas partidas contra Colônia e Bayer Leverkusen, pelo Torneio da Florida Cup. Não sendo visto como pronto para jogar a Copa Libertadores, a diretoria contratou o zagueiro Edu Dracena para formar a dupla de zaga com Gil. Contudo, após bom aproveitamento de Felipe nos amistosos da pré-temporada e atuações seguras ao lado de Gil nos primeiros jogos do Paulista e da Libertadores, o jogador se firmou entre os titulares. Entre janeiro e abril, Felipe marcou três gols: contra o Once Caldas, contra o Danubio e contra o Santos, sendo todos de cabeça. Segundo publicação do ESPN, Felipe "é o defensor com maior impulsão e, segundo o departamento de estatísticas do clube, o mais rápido também. Sua força de vontade, determinação, seu interesse, seu esforço em melhorar e, principalmente, sua paciência para esperar a sua vez, sem desistir, conquistaram o atual treinador." Em maio, com atuações ruins na Libertadores e no início do Brasileirão e, tendo também se contundido diante do Guaraní, Felipe perdeu a posição de titular para Edu Dracena. Em junho o jogador voltou a ser titular após erro de Edu Dracena diante do Santos. Com a eliminação do Corinthians na Libertadores diante do Guaraní, o zagueiro defendeu o Corinthians no Campeonato Brasileiro e nas oitavas de final da Copa do Brasil, fase em que o time logo foi eliminado. No campeonato nacional Felipe marcou um gol de cabeça contra o Coritiba no empate em 1 a 1. O time alvinegro sagrou-se campeão nacional pela sexta vez, tendo a zaga menos vazada da competição. Felipe foi elogiado pelos meios de comunicação por ser um "zagueiro seguro".
Em 2016, com a saída de Gil, Felipe assumiu a função de líder do setor defensivo. Em seu centésimo jogo pelo clube, que aconteceu contra o Botafogo no Campeonato Paulista, Felipe foi homenageado com uma placa de agradecimento e uma camisa de número cem. No jogo, o jogador marcou seu oitavo gol pelo time. Sendo expulso apenas uma vez por acúmulo de cartões amarelos, Felipe nunca recebeu cartão vermelho direto em 115 partidas defendendo o clube.

### Porto
Em 15 de maio de 2016, Felipe foi oficializado como jogador do Porto, tendo assinado um contrato de 5 anos com uma cláusula de cinquenta milhões de euros. Chegando ao clube como titular absoluto, fez sua estreia no time há 12 de agosto através do Campeonato Português, na vitória sobre o Rio Ave por 3 a 1. Marcou seu primeiro gol contra pelo clube em 17 de agosto no empate em 1 a 1 com a Roma nos playoffs da Liga dos Campeões da UEFA. Nos dois jogos seguintes, marcou seus primeiros gols a favor dos dragões, no derrota contra o Sporting por 2 a 1 e no jogo de volta contra a Roma na vitória por 3 a 1. O terceiro gol do jogador aconteceu na vitória sobre o Rio Ave por 4 a 1, partida do returno do Campeonato Português.
Na temporada 2016–2017, Felipe defendeu o Porto por 45 partidas em quatro competições - 93% das partidas do time, todas como titular e sem ser substituído. Com ele em campo, a média de gols sofridos pela equipe foi de apenas 0,57 por jogo. Recebeu 12 cartões amarelos. Tendo se destacado na temporada, o brasileiro entrou para a Seleção da Primeira Liga como principal zagueiro, em eleição realizada pela UEFA.
Na temporada 2017–18, foi campeão nacional pelos Dragões e ganhou o prêmio de Melhor Zagueiro da Primeira Liga, atribuído pelo site GoalPoint.

### Atlético de Madrid

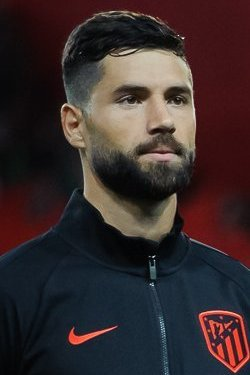
Felipe em 2019 pelo Atlético de Madri.

No 27 de maio de 2019, o Porto confirmou a venda de Felipe ao Atlético de Madrid por 20 milhões de euros. Já no dia 3 de julho, foi anunciado oficialmente como novo jogador dos Colchoneros, assinando por três anos com equipe de Madrid.
Felipe marcou seu primeiro gol pelo clube na vitória por 2 a 0 da Liga dos Campeões da UEFA contra o Lokomotiv Moscou, ajudando o Atlético de Madrid a avançar para a fase eliminatória.
Felipe jogou apenas quatro partidas na época 2022/23. Ele representou os Colchoneros em 113 ocasiões, com quatro golos em sua passagem por Madrid.

### Nottingham Forest
Felipe foi anunciado pelo Nottingham Forest, da Inglaterra, ele assinou com a equipe inglesa até junho de 2024. O zagueiro estreou pelo Nottingham Forest em derrota para o Fulham pela Premier League, 2-0 na casa do adversário em 11 fevereiro 2023.

## Seleção Brasileira
No dia 26 de março de 2016, Felipe foi convocado pelo técnico Dunga para o jogo contra o Paraguai, válido pelas Eliminatórias da Copa do Mundo de 2018. O jogo ocorreu no dia 29 de março, no Estádio Defensores del Chaco em Assunção. Ele substituiu o zagueiro David Luiz, após suspensão pelo segundo amarelo (que gera suspensão automática) no jogo contra o Uruguai terminado em 2 a 2.
Em 17 de agosto de 2018, voltou a ser convocado pelo então técnico Tite para disputar os amistosos contra os Estados Unidos e El Salvador nos dias 07 e 11 de setembro. Felipe fez sua estreia contra El Salvador.

## Estatísticas

### Clubes
Abaixo estão listados todos os jogos, gols e assistências do futebolista por clubes.
| Clube              | Temporada         | Campeonato nacional | Campeonato nacional | Campeonato nacional | Copa nacional[a] | Copa nacional[a] | Copa nacional[a] | Competições continentais[b] | Competições continentais[b] | Competições continentais[b] | Outros torneios[c] | Outros torneios[c] | Outros torneios[c] | Total | Total | Total   |
| Clube              | Temporada         | Jogos               | Gols                | Assist.             | Jogos            | Gols             | Assist.          | Jogos                       | Gols                        | Assist.                     | Jogos              | Gols               | Assist.            | Jogos | Gols  | Assist. |
| ------------------ | ----------------- | ------------------- | ------------------- | ------------------- | ---------------- | ---------------- | ---------------- | --------------------------- | --------------------------- | --------------------------- | ------------------ | ------------------ | ------------------ | ----- | ----- | ------- |
| União Mogi         | 2010              | —                   | —                   | —                   | —                | —                | —                | —                           | —                           | —                           | 29                 | 0                  | 0                  | 29    | 0     | 0       |
| União Mogi         | 2011              | —                   | —                   | —                   | —                | —                | —                | —                           | —                           | —                           | 29                 | 0                  | 0                  | 29    | 7     | 0       |
| União Mogi         | Total             | —                   | —                   | —                   | —                | —                | —                | —                           | —                           | —                           | 58                 | 7                  | 0                  | 58    | 7     | 0       |
| Bragantino         | 2011              | 33                  | 1                   | 0                   | —                | —                | —                | —                           | —                           | —                           | 1                  | 0                  | 0                  | 34    | 0     | 0       |
| Bragantino         | Total             | 33                  | 1                   | 0                   | —                | —                | —                | —                           | —                           | —                           | 1                  | 0                  | 0                  | 34    | 0     | 0       |
| Corinthians        | 2012              | 3                   | 0                   | 0                   | —                | —                | —                | —                           | —                           | —                           | 1                  | 0                  | 0                  | 4     | 0     | 0       |
| Corinthians        | 2013              | 6                   | 0                   | 0                   | 1                | 0                | 0                | 1                           | 0                           | 0                           | 6                  | 1                  | 0                  | 14    | 1     | 0       |
| Corinthians        | 2014              | 11                  | 0                   | 0                   | 2                | 1                | 0                | —                           | —                           | —                           | 6                  | 0                  | 0                  | 19    | 1     | 0       |
| Corinthians        | 2015              | 26                  | 1                   | 0                   | 2                | 0                | 0                | 9                           | 2                           | 0                           | 14                 | 1                  | 0                  | 51    | 4     | 0       |
| Corinthians        | 2016              | 7                   | 0                   | 0                   | —                | —                | —                | 7                           | 0                           | 0                           | 14                 | 2                  | 0                  | 28    | 2     | 0       |
| Corinthians        | Total             | 53                  | 1                   | 0                   | 5                | 1                | 0                | 17                          | 2                           | 0                           | 41                 | 4                  | 0                  | 116   | 8     | 0       |
| Porto              | 2016–17           | 32                  | 2                   | 1                   | 3                | 0                | 0                | 10                          | 1                           | 0                           | —                  | —                  | —                  | 45    | 3     | 1       |
| Porto              | 2017–18           | 30                  | 3                   | 0                   | 7                | 0                | 0                | 7                           | 1                           | 1                           | —                  | —                  | —                  | 44    | 4     | 1       |
| Porto              | 2018–19           | 31                  | 1                   | 2                   | 11               | 2                | 0                | 10                          | 1                           | 0                           | 1                  | 0                  | 0                  | 53    | 4     | 2       |
| Porto              | Total             | 93                  | 6                   | 3                   | 21               | 2                | 0                | 27                          | 3                           | 0                           | 1                  | 0                  | 0                  | 142   | 11    | 4       |
| Atlético de Madrid | 2019–20           | 25                  | 1                   | 0                   | 2                | 0                | 0                | 8                           | 1                           | 0                           | 1                  | 0                  | 0                  | 36    | 2     | 0       |
| Atlético de Madrid | 2020–21           | 31                  | 0                   | 0                   | 2                | 0                | 0                | 5                           | 0                           | 0                           | —                  | —                  | —                  | 38    | 0     | 0       |
| Atlético de Madrid | 2021–22           | 26                  | 2                   | 1                   | 2                | 0                | 0                | 7                           | 0                           | 0                           | —                  | —                  | —                  | 35    | 2     | 1       |
| Atlético de Madrid | 2022–23           | 2                   | 0                   | 0                   | 0                | 0                | 0                | 1                           | 0                           | 0                           | —                  | —                  | —                  | 3     | 0     | 0       |
| Atlético de Madrid | Total             | 84                  | 3                   | 1                   | 7                | 0                | 0                | 21                          | 1                           | 0                           | 1                  | 0                  | 0                  | 112   | 4     | 1       |
| Total na carreira  | Total na carreira | 263                 | 11                  | 4                   | 33               | 3                | 0                | 65                          | 6                           | 0                           | 102                | 11                 | 0                  | 462   | 30    | 5       |

- a. ^ Jogos da Copa do Brasil, Taça de Portugal, Taça da Liga e Copa do Rei
- b. ^ Jogos da Copa Libertadores e Liga dos Campeões da UEFA
- c. ^ Jogos do Campeonato Paulista A3, Campeonato Paulista A1, Supertaça de Portugal e Supercopa da Espanha

### Seleção Brasileira
Abaixo estão listados todos os jogos, gols e assistências do futebolista pela Seleção Brasileira.
Seleção Principal
| Ano               | Qualificação Mundial | Qualificação Mundial | Qualificação Mundial | Amistosos | Amistosos | Amistosos | Total | Total | Total   |
| Ano               | Jogos                | Gols                 | Assist.              | Jogos     | Gols      | Assist.   | Jogos | Gols  | Assist. |
| ----------------- | -------------------- | -------------------- | -------------------- | --------- | --------- | --------- | ----- | ----- | ------- |
| 2018              | —                    | —                    | —                    | 1         | 0         | 0         | 1     | 0     | 0       |
| 2020              | 1                    | 0                    | 0                    | —         | —         | —         | 1     | 0     | 0       |
| Total na carreira | 1                    | 0                    | 0                    | 1         | 0         | 0         | 2     | 0     | 0       |

## Títulos
Corinthians
- Copa do Mundo de Clubes da FIFA: 2012
- Campeonato Paulista: 2013
- Recopa Sul-Americana: 2013
- Campeonato Brasileiro: 2015

Porto
- Primeira Liga: 2017–18
- Supertaça Cândido de Oliveira: 2018

Atlético de Madrid
- La Liga: 2020–21

### Prêmios Individuais
- Seleção do Campeonato Paulista - Série A1: 2016[44]
- SJPF - Primeira Equipe do Ano: 2017
- Equipe da Primeira Liga: 2017–18